# 目白雅丹
目白雅丹（日语：メジロアルダン，也译：麥吉羅阿登、目白阿爾丹），是日本純種競賽馬匹。生涯曾勝出二級賽高松宮盃。

## 出賽前
1985年3月28日出生於北海道洞爺湖町目白牧场，起初作爲雙胞胎的一員出生，但其兄弟於出產前經已夭折。
出生後一直於目白牧場成長，馬主則按慣例以牧場名義登錄。
其後交由美浦訓練中心練馬師奧平真治訓練。

## 競賽生涯

### 4歲（現3歲）
1988年3月，經過長時間的培養，其終於出戰東京競馬場的4歲未出走戰，並於最後直路爆發速度成功抵擋後方馬匹的追擊，獲得首場勝利。
其後出戰條件戰山藤賞，再次以華麗的末腳獲得勝利。
5月8日出戰二級賽NHK盃。可惜於最後直路上，被跑出全場最佳末腳的Meiner Glauben反超，獲得亞軍。即管如此，其憑藉NHK盃中的優秀戰績，獲得了東京優駿（日本打吡）的優先出賽權。
5月29日按計劃出戰打吡，但僅獲第六人氣。比賽開始後其保持於先頭的位置展開戰術，並一直保持速度推進。進入最後直路後，其和一同衝出的櫻花千代王展開猛烈的爭奪，並於剩下200米的時候超越對方。然而，櫻花千代王此時爆發實力進行二段加速，於終點前反超目白雅丹，最終目白雅丹以頸位遺憾落敗。
打吡過後，其被檢查出患有骨折，因而需要進入長達1年的休養期。

### 5歲（現4歲）
休養過後，其於1989年5月以五月錦標作爲復出戰。雖然其剛由長期休養重返賽場，但作爲打吡亞軍的實力依然未減，最終以1 1/2馬位輕鬆獲勝。
其後出戰作爲古馬中距離戰線的熱身賽高松宮盃，獲得第一人氣。比賽開始後，Dai Yusaku隨即展開領放並一直帶領馬群，而目白雅丹則於騎師河內洋的指揮下一直保持於馬群前方追趕。最終，其成功跑出全場最快的600米35.6秒末腳超越前方，擊敗包括本年度安田紀念冠軍青竹回憶等一衆對手，獲得生涯第一個分級賽冠軍。
10月8日出戰秋季天皇賞前哨戰每日王冠。然而由於此時代「平成三強」已逐漸崛起，最終目白雅丹於強敵衆多的情況下，只獲得第三，敗給「平成三強」中的小栗帽及稻荷一。
其後正式出戰秋季天皇賞，人氣下降至第三。比賽開始後，其保持穩定節奏於前方推進，可惜進入最後直路後未能發揮以往的末腳，最終未能追上率先衝出的超級溪流及小栗帽，獲得第三。
秋季天皇賞過後，其被檢查出患有肌腱炎，再次需要進入長達1年的休養期。

### 6歲（現5歲）
再度休養過後，於1990年9月出戰產經賞，獲得第一人氣。但最終於最後直路欠缺加速力，僅獲得第四。
其後再次向秋季天皇賞發起挑戰，賽前由於多次策騎目白雅丹的騎師岡部幸雄選擇策騎青竹回憶，目白牧場陣營被激怒之下只可以無奈地選擇同牧場出身的後輩目白偉恩的主戰騎師橫山典弘代打。比賽開始後，其保持於第六的中團靠前位置，並以較慢的節奏通過最後彎道。進入直路後，雖然其不斷加速並爆發全場最佳末腳，但仍然未能追上一早已處於先頭的八重無敵，再次以頸位與一級賽冠軍失之交臂。
此戰過後，目白雅丹徹底失去了比賽狀態，於年末的有馬紀念獲得第二人氣卻以第十大敗。

### 7歲（現6歲）
進入1991年後，其出戰日經新春盃作爲年度首戰，卻未能再次跑出成績，獲得第四，更於賽後發現肌腱炎發作須要第三度進入休養。
休養過後出戰秋季首戰公開賽富士錦標，僅得第六，其後更於日本盃以第十四大敗。
陣營考慮到其多次的傷病問題以及不佳的狀態，決定安排其退役。

### 詳細賽績
| 日期       | 舉辦國家 | 馬場 | 距離   | 級別 | 賽事名稱   | 負重 | 騎師     | 馬號 | 出馬 | 名次 | 時間   | 頭馬（二馬）                         |
| ---------- | -------- | ---- | ------ | ---- | ---------- | ---- | -------- | ---- | ---- | ---- | ------ | ------------------------------------ |
| 27/3/1988  | 日本     | 東京 | 泥1200 |      | 4歲未出走  | 55   | 柏崎正次 | 11   | 16   | 1    | 1:13.8 | （Katatora Tholon）                  |
| 17/4/1988  | 日本     | 東京 | 草1800 |      | 山藤賞     | 55   | 岡部幸雄 | 13   | 13   | 1    | 1:49.0 | （Nakami Regent） （Bold Victor）[a] |
| 8/5/1988   | 日本     | 東京 | 草2000 | GII  | NHK盃      | 56   | 田村正光 | 16   | 16   | 2    | 2:02.0 | Meiner Glauben                       |
| 29/5/1988  | 日本     | 東京 | 草2400 | GI   | 東京優駿   | 57   | 岡部幸雄 | 18   | 24   | 2    | 2:26.4 | 櫻花千代王                           |
| 27/5/1989  | 日本     | 東京 | 草2400 | OP   | 五月錦標   | 57   | 岡部幸雄 | 1    | 12   | 1    | 2:27.5 | （High Ace Boy）                     |
| 9/7/1989   | 日本     | 中京 | 草2000 | GII  | 高松宮盃   | 57   | 河内洋   | 8    | 14   | 1    | 1:58.9 | （青竹回憶）                         |
| 8/10/1989  | 日本     | 東京 | 草1800 | GII  | 毎日王冠   | 58   | 岡部幸雄 | 7    | 8    | 3    | 1:59.2 | 小栗帽                               |
| 29/10/1989 | 日本     | 東京 | 草2000 | GI   | 秋季天皇賞 | 58   | 岡部幸雄 | 5    | 14   | 3    | 1:59.2 | 超級溪流                             |
| 16/9/1990  | 日本     | 中山 | 草2200 | GIII | 產經賞     | 56   | 菅原泰夫 | 11   | 17   | 4    | 2:13.8 | Racketball                           |
| 28/10/1990 | 日本     | 東京 | 草2000 | GI   | 秋季天皇賞 | 58   | 横山典弘 | 8    | 18   | 2    | 1:58.2 | 八重無敵                             |
| 23/12/1990 | 日本     | 中山 | 草2500 | GI   | 有馬記念   | 56   | 河内洋   | 7    | 16   | 10   | 2:34.9 | 小栗帽                               |
| 20/1/1991  | 日本     | 京都 | 草2200 | GII  | 日經新春盃 | 57   | 村本善之 | 1    | 9    | 4    | 2:14.1 | Merci Atla                           |
| 10/11/1991 | 日本     | 東京 | 草1800 | OP   | 富士錦標   | 57   | 田村正光 | 3    | 8    | 6    | 1:48.6 | Stabilizer                           |
| 24/11/1991 | 日本     | 東京 | 草2400 | GI   | 日本盃     | 57   | 横山典弘 | 10   | 15   | 14   | 2:27.4 | （金鳳凰）                           |

a 此兩駒為平頭亞軍

## 退役後
退役後，目白雅丹成爲了配種馬，在北海道門別町（今日高町）育馬者Stallion Staion休養，於1992年進行配種。首批子嗣於1993年出身，首批子嗣可於1995年出賽。
2000年10月27日被轉移至中國北京龍頭牧場，於中國進行配種工作。
2002年6月18日，於配種時心臟病發作死亡，享年17歲。

## 血統簡介
父系Aswan爲日本賽駒，生涯6戰3勝，曾勝出未劃分賽事級別時的NHK盃。祖父北方風味加拿大賽駒，於當地有不俗的戰績，退役後被社台集團引進日本作爲配種馬使用，於週日寧靜引入前一度爲日本最成功的種馬，於與當時象徵牧場的巴索隆齊名。
母系Mejiro Hiryu爲日本賽駒，生涯無特別突出的戰績，退役後爲目白牧場自用的繁殖雌馬，曾於此前產出日本賽馬史上第一匹三冠雌馬目白山峰。外祖父Never Beat爲英國賽駒，生涯僅得一勝。

### 血統表
| 父線：北方風味系（北地舞人系）                                              |                                   |               |                |
| 種馬 Aswan                                                                  | 北方風味 1971年（栗色）           | 北地舞人      | 新北區         |
| 種馬 Aswan                                                                  | 北方風味 1971年（栗色）           | 北地舞人      | Natalma        |
| 種馬 Aswan                                                                  | 北方風味 1971年（栗色）           | Lady Victoria | Victoria Park  |
| 種馬 Aswan                                                                  | 北方風味 1971年（栗色）           | Lady Victoria | Lady Angela    |
| 種馬 Aswan                                                                  | Lily of the Nile 1966年（深棗色） | Never Bend    | Nasrullah      |
| 種馬 Aswan                                                                  | Lily of the Nile 1966年（深棗色） | Never Bend    | Lalun          |
| 種馬 Aswan                                                                  | Lily of the Nile 1966年（深棗色） | Nile Lily     | Roman          |
| 種馬 Aswan                                                                  | Lily of the Nile 1966年（深棗色） | Nile Lily     | Azalea         |
| 繁殖雌馬 Mejiro Hiryu 1972年（棗色）                                        | Never Beat 1960年（深栗色）       | Never Say Die | Nasrullah      |
| 繁殖雌馬 Mejiro Hiryu 1972年（棗色）                                        | Never Beat 1960年（深栗色）       | Never Say Die | Singing Grass  |
| 繁殖雌馬 Mejiro Hiryu 1972年（棗色）                                        | Never Beat 1960年（深栗色）       | Bride Elect   | Big Game       |
| 繁殖雌馬 Mejiro Hiryu 1972年（棗色）                                        | Never Beat 1960年（深栗色）       | Bride Elect   | Netherton Maid |
| 繁殖雌馬 Mejiro Hiryu 1972年（棗色）                                        | Amazon Warrior 1960年（棗色）     | Khaled        | Hyperion       |
| 繁殖雌馬 Mejiro Hiryu 1972年（棗色）                                        | Amazon Warrior 1960年（棗色）     | Khaled        | Eclair         |
| 繁殖雌馬 Mejiro Hiryu 1972年（棗色）                                        | Amazon Warrior 1960年（棗色）     | War Betsy     | War Relic      |
| 繁殖雌馬 Mejiro Hiryu 1972年（棗色）                                        | Amazon Warrior 1960年（棗色）     | War Betsy     | Betsy Ross     |
| 雌系：號族：9-f                                                             |                                   |               |                |
| 五代內近親交配：Nasrullah 4×4、Nearco 5×5×5×5、Hyperion 5×4、Lady Angela5×4 |                                   |               |                |

## 命名由來
名字中，Mejiro（メジロ）是馬主目白牧場冠名，亦即其牧場名字，Ardan（アルダン）則是目白牧場按照當年命名規例，以1944年法國打吡冠軍Ardan为其命名，而香港則採用音譯，將其翻譯为「雅丹」。「麥吉羅阿登」則是在中國純血馬登記管理委員會登記的馬名。

## 外部連結
- 目白雅丹 netkeiba.com （页面存档备份，存于）
- 血統表 （页面存档备份，存于）